# Stratovarius
Stratovarius este o formație finlandeză de power metal și metal simfonic, formată în Helsinki în 1984. Muzica lor este influențată de muzică din baroc și de muzică a altor formații, cum ar fi Rainbow și Judas Priest.

## Discografie

### Albume
- Fright Night (1989)
- Stratovarius II (Demo version of Twilight Time, 1991)
- Twilight Time (1992)
- Dreamspace (1994)
- Fourth Dimension (1995)
- Episode⁠(d) (1996)
- Visions (1997)
- Destiny (1998)
- Infinite (2000)
- Intermission (2001)
- Elements, Pt. 1 (2003)
- Elements, Pt. 2 (2003)
- Stratovarius (2005)
- Polaris (2009)
- Elysium  (2011)
- Nemesis  (2013)
- Eternal  (2015)

### Single-uri
- Future Shock (1988)
- Black Night (1989)
- Break The Ice (1992)
- Wings Of Tomorrow (1995)
- Father Time (1996)
- Will The Sun Rise? (1996)
- Black Diamond (1997)
- The Kiss of Judas (1997)
- Paradise (canción) (1997)
- SOS (canción stratovarius) (1998)
- Hunting High And Low (canción stratovarius) (2000)
- It's A Mystery(2000)
- A Million Light Years Away (2000)
- Eagleheart (2002)
- I Walk To My Own Song (2003)
- Maniac Dance (2005)
- Deep Unknown (2009)
- Darkest Hours (2010)
- Unbreakable (2013)
- Shine In The Dark (2015)